# Shona McGarty
Shona Bernadette McGarty (Hertfordshire, Inglaterra, 14 de octubre de 1991) es una actriz inglesa, conocida por interpretar a Whitney Dean en la serie EastEnders.

## Biografía
Es hija de Patrick McGarty y Jennifer McNamara; tiene una hermana, Camilla Mairead McGarty. Su abuelo es Dan McGarty.
Es muy buena amiga de la actriz Melissa Suffield.
En 2011 salió con el actor Ashley Kumar, quien interpretó a Todd Taylor en EastEnders. En septiembre de 2011, comenzó a salir con el actor Matt Lapinskas, sin embargo la relación terminó en 2013.

## Carrera
Shona estuvo involucrada en la obra musical Traffic Lights por casi seis años, poco después interpretó a la Reina de Corazones en la obra Alice in Wonderland e interpretó a la brija buena en Wizard of Oz. 
El 1 de abril de 2008, obtuvo su primer papel importante en la televisión cuando se unió al elenco de la exitosa serie británica EastEnders, donde interpreta a Whitney Dean, hasta ahora. En julio de 2012, Shona fue suspendida de la serie por cuatro semanas por llegar tarde en varias ocasiones luego de que se advirtiera de evitar llegar tarde ya que su conducta molestaba al elenco y al equipo de producción.
En 2010 participó en el video "Love Machine" donde varios de los actores que participan en EastEnders aparecieron entre ellos Patsy Palmer (Bianca Branning), Steve McFadden (Phil Mitchell), Lacey Turner (Stacey Slater), Pam St. Clement (Pat Evans), Neil McDermott (Ryan Malloy), Sid Owen (Ricky Butcher), Charlie Brooks (Janine Butcher), Adam Woodyatt (Ian Beale) y Jake Wood (Max Branning).

## Filmografía

### Series de televisión
| Año             | Título          | Personaje    | Notas         |
| --------------- | --------------- | ------------ | ------------- |
| 2008 - presente | EastEnders      | Whitney Dean | 687 episodios |
| 2010            | EastEnders: E20 | Whitney Dean | -             |

### Películas
| Año  | Título           | Personaje | Notas |
| ---- | ---------------- | --------- | ----- |
| 2007 | What Goes Around | Shona     | corto |

## Premios y nominaciones
| Año  | Categoría     | Premio             | Serie      | Resultado |
| ---- | ------------- | ------------------ | ---------- | --------- |
| 2009 | Best Newcomer | British Soap Award | EastEnders | Nominada  |